# Graha Pena
Graha Pena is een 175 meter hoge toren in Surabaya. Het gebouw wordt gebruikt door een van de grootste krantenuitgevers, Jawa Pos, en is een van de hoogste gebouwen van Surabaya.